# Ranitomeya uakarii
Ranitomeya uakarii é uma espécie de anfíbio da família Dendrobatidae.
Ocorre no Brasil, nos estados do Acre e Amazonas, no Peru, nos departamentos de Huánuco, Loreto, Madre de Dios e possivelmente Ucayali, na Colômbia, nos departamentos de Amazonas e Caquetá, na Guiana, e possivelmente na Bolívia, no departamento de Pando.